# American Ultra
American Ultra je americká akční komedie z roku 2015. Film režíroval Nima Nourizadeh. V hlavních rolích se objevili Kristen Stewart a Jesse Eisenberg. Světová premiéra filmu proběhla 21. srpna 2015. Na českých plátnech se film objevil 10. září 2015.

## Děj
Poklidný život mladého páru (Kristen Stewart a Jesse Eisenberg), milovníků trávy, žijícího v malém městečku, naruší příchod neznámé ženy (Connie Britton). Mike (Jesse Eisenberg) záhy zjistí, že je spícím agentem určeným k likvidaci. Pro mladý pár začíná boj o holý život.

## Obsazení
| Kristen Stewart   | Phoebe             |
| Jesse Eisenberg   | Mike               |
| Topher Grace      | Adrian Yates       |
| Connie Britton    | Victoria Lasseter  |
| Walton Goggins    | Laughter           |
| John Leguizamo    | Rose               |
| Bill Pullman      | Reyomond Krueger   |
| Tony Hale         | Peter Douglas      |
| Monique Ganderton | Crane              |
| Stuart Greer      | šerif Bernie Watts |
| Lavell Crawford   | Velký Harold       |
| Michael Papajohn  | Otis               |
| Nash Edgerton     | Beedle             |

## Produkce
Natáčení filmu trvalo 43 dní a probíhalo v New Orleans. Název "American Ultra" vymyslel scenárista Max Landis na jedné house party. Roli vládní agentky Victorie Lasseter měla původně hrát Uma Thurman, později do role přeobsadili Sharon Stone, nakonec roli ztvárnila Connie Britton.

## Přijetí
Film vydělal 14,4 milionů dolarů v Severní Americe a 12,7 milionů dolarů v ostatních oblastech, celkově tak vydělal 27,1 milionů dolarů po celém světě. Rozpočet filmu činil 28 milionů dolarů.
Film získal mix recenzí od kritiků. Na recenzní stránce Rotten Tomatoes získal ze 148 započtených recenzí 43 procent s průměrným ratingem 5,4 bodů z deseti. Na serveru Metacritic snímek získal z 31 recenzí 50 bodů ze sta. Na Česko-Slovenské filmové databázi snímek získal 53%.